# Cacia
Cacia is een kevergeslacht uit de familie van de boktorren (Cerambycidae). De wetenschappelijke naam van het geslacht werd voor het eerst geldig gepubliceerd in 1842 door Newman.

## Soorten
Cacia omvat de volgende soorten:
- Cacia bispinosa Aurivillius, 1911
- Cacia collarti Breuning, 1960
- Cacia compta Pascoe, 1865
- Cacia flavoguttata Breuning, 1968
- Cacia flavovariegata Breuning, 1974
- Cacia grossepunctipennis Breuning, 1966
- Cacia guttata (Aurivillius, 1927)
- Cacia melanopsis Pascoe, 1866
- Cacia multiguttata Breuning, 1968
- Cacia picticornis Pascoe, 1858
- Cacia salomonum Aurivillius, 1921
- Cacia singaporensis Breuning, 1974
- Cacia albofasciata Breuning, 1980
- Cacia aequifasciata Heller, 1924
- Cacia albicollis Heller, 1923
- Cacia aspersa (Newman, 1842)
- Cacia elegans Breuning, 1939
- Cacia imitatrix Heller, 1923
- Cacia interruptovittata Heller, 1923
- Cacia latefasciata Breuning, 1947
- Cacia ligata Schwarzer, 1924
- Cacia ligatoides Schwarzer, 1926
- Cacia lumawigi Hüdepohl, 1989
- Cacia marionae Hüdepohl, 1989
- Cacia milagrosae Hüdepohl, 1989
- Cacia nigricollis Heller, 1923
- Cacia nigroabdominalis Heller, 1923
- Cacia ochraceomaculata Breuning, 1936
- Cacia parelegans Breuning, 1982
- Cacia parumpunctata Heller, 1923
- Cacia semiluctuosa (Blanchard, 1853)
- Cacia sexplagiata Heller, 1926
- Cacia shirupiti Kano, 1939
- Cacia vanikorensis (Boisduval, 1835)
- Cacia xenoceroides Heller, 1915
- Cacia albocancellata Breuning, 1974
- Cacia albovariegata Breuning, 1935
- Cacia andamanica Breuning, 1935
- Cacia arisana (Kano, 1933)
- Cacia assamensis Breuning, 1948
- Cacia basialboantennalis Breuning, 1958
- Cacia basifasciata Breuning, 1939
- Cacia batoensis Breuning, 1956
- Cacia beccarii Gahan, 1907
- Cacia binaluanica Breuning, 1966
- Cacia bituberosa Breuning, 1935
- Cacia bootanana Breuning, 1968
- Cacia brunnea Breuning, 1939
- Cacia butuana Heller, 1923
- Cacia cephaloides Breuning, 1968
- Cacia cephalotes (Pic, 1925)
- Cacia colambugana Heller, 1923
- Cacia dohertyana Breuning, 1967
- Cacia flavipennis Breuning, 1947
- Cacia flavomarmorata Breuning, 1939
- Cacia formosana (Schwarzer, 1925)
- Cacia grisescens Breuning, 1935
- Cacia hieroglyphyca Heller, 1923
- Cacia imogenae Hüdepohl, 1989
- Cacia integricornis Schwarzer, 1930
- Cacia lacrimosa Heller, 1923
- Cacia lepesmei Gressitt, 1951
- Cacia malaccensis Breuning, 1935
- Cacia monstrabilis Heller, 1916
- Cacia newmanni Pascoe, 1857
- Cacia nigrofasciata Gressitt, 1940
- Cacia nigrohumeralis Breuning, 1939
- Cacia obliquelineata Breuning, 1950
- Cacia obsessa Pascoe, 1866
- Cacia ochreosignata Breuning, 1938
- Cacia perahensis Breuning, 1968
- Cacia postmediofasciata Breuning, 1947
- Cacia ribbei Breuning, 1965
- Cacia rosacea Heller, 1923
- Cacia scenica Pascoe, 1865
- Cacia semilactea Heller, 1923
- Cacia setulosa Pascoe, 1857
- Cacia sibuyana Heller, 1923
- Cacia spilota Gahan, 1907
- Cacia subcephalotes Breuning, 1968
- Cacia subfasciata Schwarzer, 1930
- Cacia suturefasciata Breuning, 1947
- Cacia suturevittata Breuning, 1962
- Cacia transversefasciata Breuning, 1947
- Cacia triangulifera Heller, 1900
- Cacia ulula Heller, 1915
- Cacia unda Heller, 1923
- Cacia vermiculata Heller, 1923
- Cacia watantakkuni (Kano, 1933)
- Cacia yunnana Breuning, 1938
- Cacia cretifera (Hope, 1831)
- Cacia fasciolata (Boisduval, 1835)
- Cacia multirustica Chiang, 1951
- Cacia tonkinensis Pic, 1926
- Cacia coomani Breuning, 1958
- Cacia olivacea Breuning, 1935
- Cacia anancyloides Breuning, 1958
- Cacia bioculata Heller, 1923
- Cacia celebensis Breuning, 1938
- Cacia confusa Pascoe, 1857
- Cacia curta Breuning, 1935
- Cacia estrellae Hüdepohl, 1989
- Cacia evittata Heller, 1924
- Cacia flavobasalis Breuning, 1939
- Cacia flavomaculipennis Breuning, 1974
- Cacia fruhstorferi Breuning, 1969
- Cacia griseovittata Breuning, 1974
- Cacia grossepunctata Breuning, 1980
- Cacia hebridarum Breuning, 1970
- Cacia herbacea Pascoe, 1866
- Cacia inculta Pascoe, 1857
- Cacia intermedia Heller, 1923
- Cacia intricata Pascoe, 1865
- Cacia kaszabi Breuning, 1954
- Cacia kinabaluensis Breuning, 1982
- Cacia niasica Breuning, 1974
- Cacia palawanica Breuning, 1936
- Cacia parintricata Breuning, 1982
- Cacia proteus Heller, 1915
- Cacia sarawakensis Breuning, 1938
- Cacia spinigera Newman, 1842
- Cacia triangularis Breuning, 1980
- Cacia trimaculata Breuning, 1947